# 松本幸男
松本 幸男（まつもと ゆきお、1926年3月28日 - 1983年1月28日）は、日本の政治家。日本社会党衆議院議員(1期)。社会保険労務士。

## 来歴
埼玉県入間郡三ヶ島村（現・所沢市）出身。1940年、三ヶ島村立三ヶ島尋常高等小学校卒。陸軍特別幹部候補生を経て、戦後、豊岡町（現・入間市）にあったジョンソン基地に入り、労働運動に参加。全駐労埼玉地連書記長、同副委員長となる。その後所沢市議会議員を経て、日本社会党から埼玉県議会議員選挙に立候補し当選。1979年4月の県議選で落選、同年10月の第35回衆議院議員総選挙に旧埼玉2区から日本社会党公認で立候補するも次点落選。翌年の第36回衆議院議員総選挙で初当選した。このほか埼玉県地方労働委員会委員、埼玉労働金庫監事、社会党所沢総支部委員長、同埼玉県本部常任顧問、県住宅生活協同組合理事長なども務めた。
議員在職中の1983年1月28日、所沢市内の自宅で縊死を図った状態で発見され、搬送先の病院で死亡が確認された。56歳没。同年2月1日、特旨を以て位記を追賜され、死没日付をもって従五位勲四等に叙され、旭日小綬章を追贈された。追悼演説は同年3月18日の衆議院本会議で、同じ選挙区の自由民主党議員の小宮山重四郎が行った。